# Profaza

Profaza

Profaza jest to pierwsze stadium mitozy. Dochodzi w nim do kondensacji chromatyny, która po replikacji znajduje się formie w długich „nici”, do postaci chromosomów, które mogą zostać w sposób uporządkowany rozdzielone do komórek potomnych.

## Kondensacja
Rozpoczyna się kondensacją chromosomów, podczas której ramiona chromosomu (każde reprezentuje jedną chromatydę) ulegają znacznej koncentracji, pozornie skracając się i grubiejąc. Chromatyna w takiej postaci może z łatwością przejść do komórek potomnych, nie ulegając splątaniu. Biolodzy komórki zidentyfikowali grupę białek, określanych kondensyną, niezbędnych do kondensacji chromosomów. Kondensyna, wykorzystując energię uzyskaną z hydrolizy ATP, wiąże się z DNA i zwija go w pętle, które gromadzą się w chromosomach mitotycznych.
Chromosomy profazowe, wybarwione specyficznymi barwnikami, są widoczne w mikroskopie optycznym w postaci gęstych ciał. Każdy z nich uległ replikacji, czyli podwojeniu podczas fazy S, i składa się z pary chromatyd siostrzanych, zawierających po identycznej cząsteczce DNA.

## Centromery
W każdej chromatydzie znajduje się przewężenie, zwane centromerem. W tym miejscu obydwie chromatydy są ze sobą ściśle zespolone. Każdy z centromerów składa się z odcinka DNA o specyficznej sekwencji i związanych z nim białek. Przylega do niego struktura białkowa zwana kinetochorem, do której mogą przyczepiać się mikrotubule. Pełnią one zasadniczą rolę w rozdzielaniu się chromosomów podczas mitozy.

## Przebieg procesu
Dzielącą się komórkę, niezależnie od rzeczywistego kształtu, przedstawia się zwykle jako kulistą strukturę o dwóch biegunach i równiku wyznaczającym jej płaszczyznę równikową. Od każdego bieguna odchodzą promieniście mikrotubule tworzące wrzeciono podziałowe, zwane mitotycznym, które podczas anafazy rozdziela chromosomy do komórek potomnych. W komórkach zwierzęcych wrzeciono podziałowe powstaje nieco inaczej niż w roślinnych. W obu typach komórek każdy biegun pełni funkcje centrum organizacyjnego mikrotubul, skąd wyrastają mikrotubule tworzące wrzeciono podziałowe. W komórkach roślinnych centra te, jak zaobserwowano w mikroskopie elektronowym, są natury włóknistej o niezdefiniowanej strukturze. W komórkach zwierzęcych natomiast każde z nich zawiera parę centrioli. Centriole te otacza drobnoziarnisty materiał wokółcentrialarny, w którym są osadzone końce mikrotubul, nie kontaktując się bezpośrednio z centriolami. Dawniej uważano, że centriole są niezbędne do utworzenia wrzeciona podziałowego w komórkach zwierzęcych. Wyniki ostatnich badań dowodzą, że centriole organizują materiał wokółcentrialarny i zapewniają jego replikację, kiedy same ją przechodzą, ale nie są bezpośrednio zaangażowane w tworzeniu wrzeciona. Każda centriola podczas interfazy ulega replikacji, w wyniku czego powstają dwie pary centrioli. Pod koniec profazy z materiału wokółcentrialnego otaczającego każdą parę promieniście wyrastają liczne mikrotubule. Ich zespoły noszą nazwę gwiazd. Obie gwiazdy rozchodzą się do przeciwnych biegunów jądra, tworząc dwa bieguny wrzeciona podziałowego. Podczas profazy jąderko stopniowo zanika; pod koniec tego stadium rozpada się również osłonka jądra, co pozwala części mikrotubul wrzeciona związać się z kinetochorami chromatyd siostrzanych. W pełni uformowany chromosom składa się z pary chromatyd siostrzanych przylegających do siebie na całej długości i ściśle połączonych w rejonie centromerów.